# Неа Епидаврос
Неа Епѝдаврос (на гръцки: Νέα Επίδαυρος) е село в областна единица Арголида, Гърция. Намира се в източната част на полуостров Арголида, на 40 км източно от Навплио. Епидаврос е известен главно с Първото народно събрание, което се провежда в Неа Епидаврос в края на 1821 и началото на 1822 г. Селото е част от община Епидаврос. Населението му е 814 души (2021).

## Описание
Селището е построено във вътрешната част на стръмна скала само на няколко километра от морето. Градът не се вижда от морето, така че през вековете жителите са били защитени от пирати. На върха на скалата се намира средновековен замък, който датира от византийския период. Името на селото в годините преди Гръцката война за независимост е Пиада. Между 20 декември 1821 г. и 16 януари 1822 г. се провежда Първото гръцко народно събрание. Тогава се събират политически представители на гръцките революционери. Днес на централния площад на селото има паметник по повода.
Интересно място за разглеждане в Неа Епидаврос е средновековният замък. В замъка се поддържа църква на Агиос Йоанис Теологос, построена през 11-ти век. Близо до селото се намира манастирът Агноунтос. Датира от византийската епоха и стилът му е като крепост.

## Население в предишни години
| Преброяване | Населено място | Община |
| ----------- | -------------- | ------ |
| 1991 г      | 1,116          |        |
| 2001 г      | 1,127          | 1,231  |
| 2011 г      | 896            | 987    |

## Снимки
- Паметникът на Първото народно събрание
- Началото на декларацията за независимост